# П'ятт Тауншип (округ Лайкомінг, Пенсільванія)
П'ятт Тауншип (англ. Piatt Township) — селище (англ. township) в США, в окрузі Лайкомінг штату Пенсільванія. Населення — 1047 осіб (2020).

## Демографія
Згідно з переписом 2010 року, у селищі мешкало 1180 осіб у 426 домогосподарствах у складі 314 родин. Було 495 помешкань
Расовий склад населення:
| - 96,9 % — білих - 0,6 % — корінних американців - 0,5 % — чорних або афроамериканців - 0,3 % — вихідців з тихоокеанських островів - 0,2 % — азіатів |

До двох чи більше рас належало 0,9 %. Частка іспаномовних становила 1,3 % від усіх жителів.
За віковим діапазоном населення розподілялося таким чином: 26,4 % — особи молодші 18 років, 60,2 % — особи у віці 18—64 років, 13,4 % — особи у віці 65 років та старші. Медіана віку мешканця становила 40,7 року. На 100 осіб жіночої статі у селищі припадало 102,1 чоловіків;  на 100 жінок у віці від 18 років та старших — 96,2 чоловіків також старших 18 років.
Середній дохід на одне домашнє господарство  становив 53 324 долари США (медіана — 49 375), а середній дохід на одну сім'ю — 57 728 доларів (медіана — 53 750). Медіана доходів становила 40 172 долари для чоловіків та 31 726 доларів для жінок. За межею бідності перебувало 10,8 % осіб, у тому числі 10,6 % дітей у віці до 18 років та 7,1 % осіб у віці 65 років та старших.
Цивільне працевлаштоване населення становило 482 особи. Основні галузі зайнятості: освіта, охорона здоров'я та соціальна допомога — 19,1 %, виробництво — 16,0 %, роздрібна торгівля — 13,5 %, науковці, спеціалісти, менеджери — 13,5 %.